# Ataliba Lopes de Gomensoro
Ataliba Lopes de Gomensoro (Recife, 12 de abril de 1843 – Rio de Janeiro, 14 de janeiro de 1911) foi um médico brasileiro.
Doutorado pela Faculdade de Medicina do Rio de Janeiro em 1865, defendendo a tese “Sobre o Cancro Venéreo”. Foi eleito membro da Academia Nacional de Medicina em 1868, com o número acadêmico 106, na presidência de José Pereira Rego.